# 鷹の羽
鷹の羽（たかのは）は、猛禽類である鷹の羽根のことで、和弓に用いられる矢の矢羽根（やばね）の材料である。
または、それを図案化した日本の家紋「鷹の羽紋」の一種である。以下は、家紋の「鷹の羽紋」について述べる。

## 概要

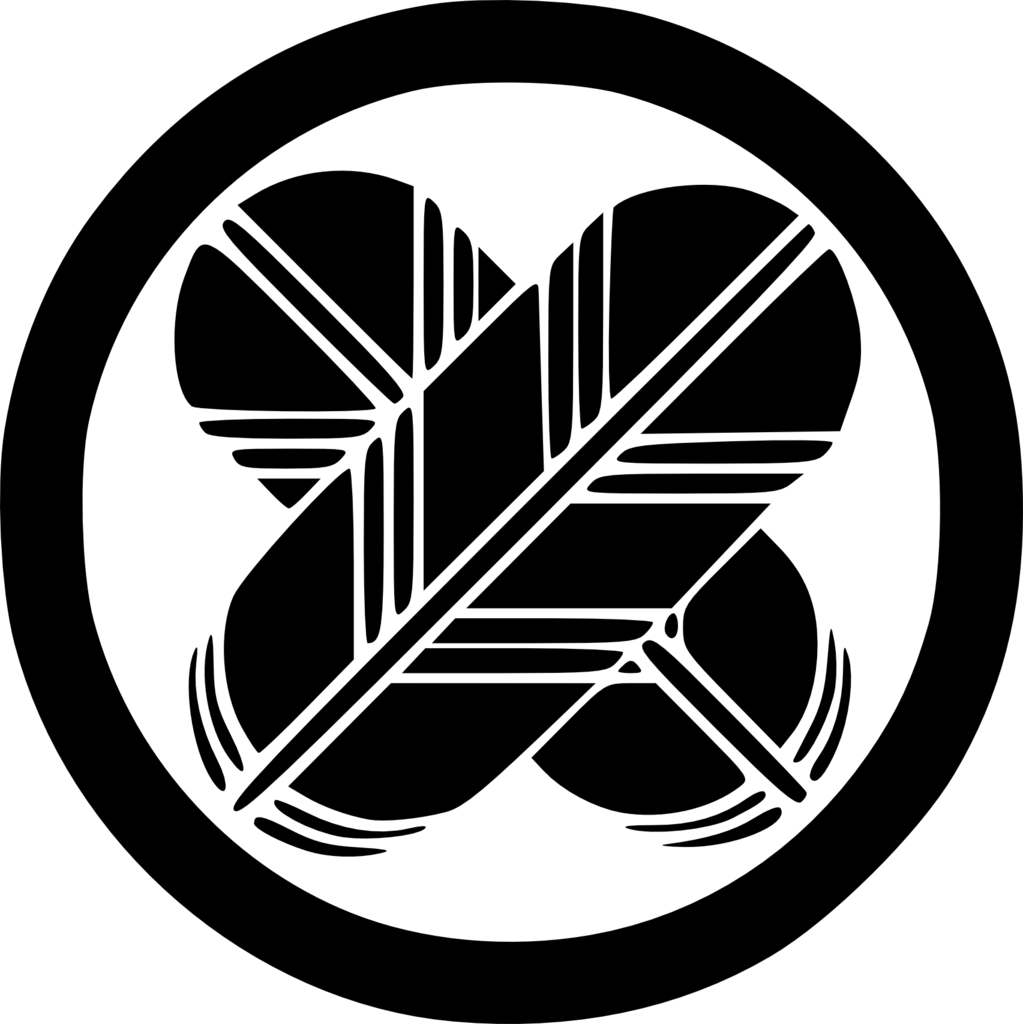
鷹の羽紋の例
（丸に違い鷹の羽）

鷹の羽紋は、勇猛な様子から武士などから尚武的に用いられる「鷹紋」と同様に、尚武的な意味で用いたものである。
鷹の羽紋の初出は、『蒙古襲来絵詞』に登場する菊池武房の軍旗に描かれた「並び鷹の羽」である。「菊池系図」では、菊池隆直のころ1156年から1159年の間（保元年間）に用いたことが記されている。また、夢で鷹の羽の幕紋を阿蘇神社から下賜されたと「北肥戦誌」に記されているという。

## 使用
世間に広く使用されている家紋として、十大家紋に数えられている。江戸時代には、阿部氏（白河藩、備後福山藩など）や安芸浅野氏、下総関宿久世氏などの大名や旗本など約120家が鷹の羽紋を用いた。阿蘇神社が、「違い鷹の羽」を神紋として起用している影響により、南九州に多く分布している。また、武士が多く用いた紋であることから、かつて武家政権があった土地に多いのも特徴である（京都や東京、九州の太宰府など）。

## 図案
デザインは2枚を交差させた「違い鷹の羽」や2枚並べた「並び鷹の羽」などが見られる他、豊富な種類があり、鷹の羽紋だけで60種以上のデザインがある。
一例として赤穂事件の発端となった人物である赤穂藩主浅野長矩を出した浅野家（本家は広島藩浅野家）の紋が「丸に違い鷹の羽（浅野鷹の羽）」である。阿蘇神社を保護していた菊池氏は、「並び鷹の羽」を用いた。

### 違い鷹の羽

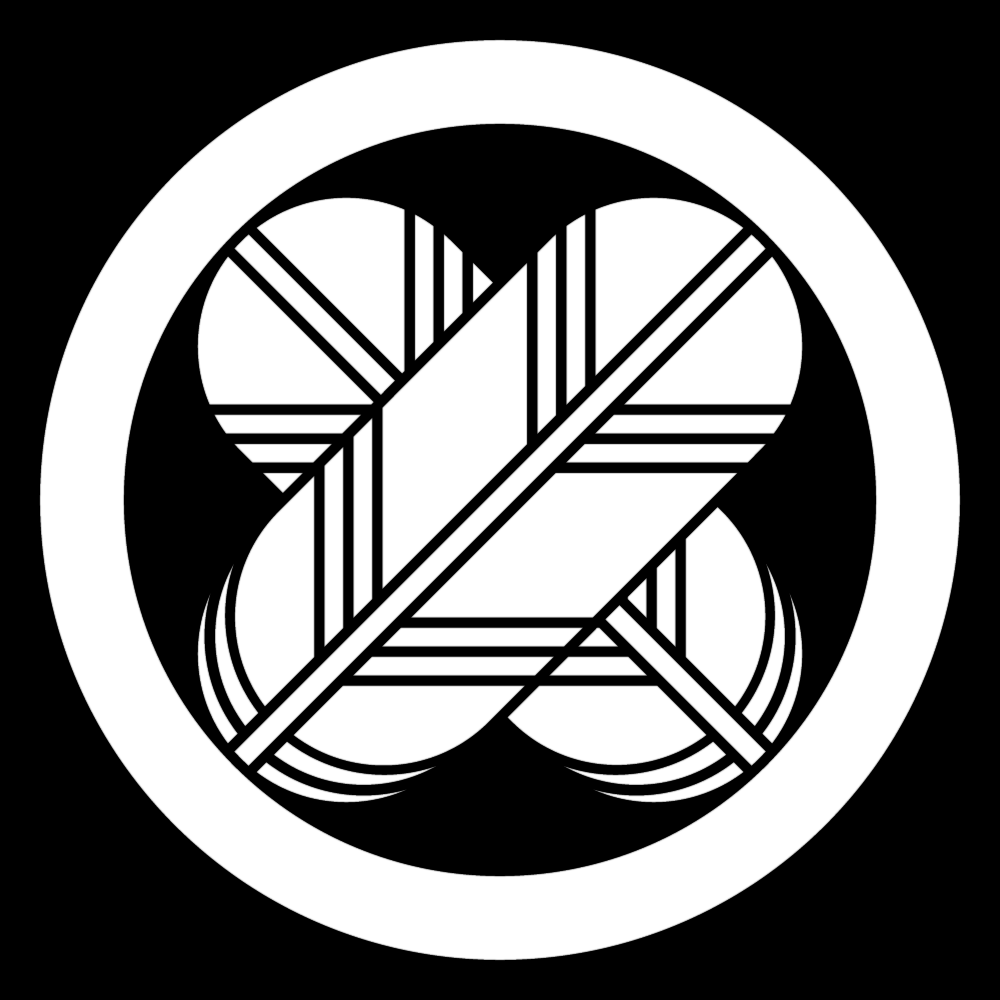
丸に違い鷹の羽（前野家）
丸に右重ね違い鷹の羽
白川鷹の羽 （白河藩阿部氏）
阿部鷹の羽 （備後福山藩阿部氏）
浅野鷹の羽（浅野家）

### 並び鷹の羽

並び鷹の羽 （「見聞諸家紋」では菊池氏とある）
久世鷹の羽 （久世氏）
五つ並び鷹の羽 （「見聞諸家紋」には加州倉光（倉光氏）とある）
三つ並び鷹の羽 （「見聞諸家紋」には讃州稲毛（稲毛氏）とある）

### その他

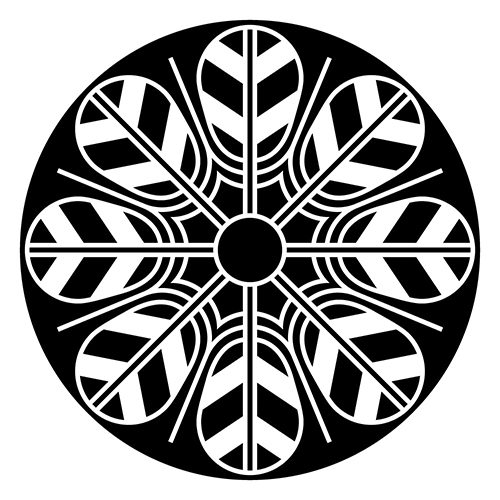
井上鷹の羽
違い割り鷹の羽